# Linn (Argovie)
Pour les articles homonymes, voir Linn.
Linn est une localité et une ancienne commune suisse du canton d'Argovie, située dans le district de Brugg.

## Histoire
Le 1er janvier 2013, la commune a fusionné avec celles de Gallenkirch, d'Oberbözberg et d'Unterbözberg pour former la nouvelle commune de Bözberg.

## Patronyme
Le nom de la localité vient d'un tilleul (Linde en allemand) situé non loin du village sur l'ancien territoire communal et qui, selon la légende, aurait plus de 300 ans.